# シェッフェングルント
シェッフェングルント (ドイツ語: Schöffengrund) は、ドイツ連邦共和国ヘッセン州ギーセン行政管区のラーン＝ディル郡に属す町村（以下、本項では便宜上「町」と記述する）である。

## 地理

### 位置
シェッフェングルントは、ヴェッツラーの南わずか数 km のタウヌス自然公園内に位置している。

### 隣接する市町村
シェッフェングルントは、北はゾルムスおよびヴェッツラー、東はヒュッテンベルク（以上3市町村はラーン＝ディル郡）、南東はラングゲンス（ギーセン郡）、南はヴァルトゾルムス、西はブラウンフェルス（ともにラーン＝ディル郡）と境を接している。

### 自治体の構成
シェッフェングルントは、ラウフドルフ、ニーダークヴェムバッハ、ニーダーヴェッツ、オーバークヴェムバッハ、オーバーヴェッツ、シュヴァルバッハの各地区からなる。

## 歴史
ヘッセン州の地域再編に伴って、1971年12月31日にラウフドルフ、ニーダークヴェムバッハ、ニーダーヴェッツ、オーバークヴェムバッハ、オーバーヴェッツ、シュヴァルバッハが合併して新しい町が成立し、古い地名であるシェッフェングルントが町名に採用された。シェッフェングルントという名称はオーバークヴェムバッハの岩の上にあった「クヴェムバッヒャー裁判所」の古い裁判所管区に由来する。ここに裁判所管区に属す村の高名な家族から選出された裁判員たち (Schöffen) が集まったことを意味している。

## 行政

### 議会
シェッフェングルントの町議会は 31議席からなる。

### 首長
シェッフェングルントの町長は無所属のミヒャエル・ペラーである。彼は2017年1月29日の選挙で 58.6 % の票を獲得して対立候補のミヒャエル・ベシュトとマルティン・クローンを下した。この選挙の投票率は 58.6 % であった。

### 姉妹自治体
シェッフェングルント町は以下の自治体と姉妹自治体協定を結んでいる。
- ショレ（フランス語版、英語版）（フランス、ドゥー＝セーヴル県）1990年
- ランゲヴィーゼン（ドイツ語版、英語版）（ドイツ、テューリンゲン州）1992年

## 経済と社会資本

### 交通
ラーン＝ディル＝ヴァイル交通会社のバス路線によってシェッフェングルントはヴェッツラー（ディル線、ジーゲンおよびフルダ方面）とブラントオーベルンドルフ（ゾルムスバッハタール鉄道、フランクフルト・アム・マイン方面）で鉄道に接続する。